# 1Time
1Time é uma companhia aérea de baixo custo sediada no Parque Industrial Isando, Kempton Park, Ekurhuleni, Gauteng, na África do Sul. Faz principalmente operações de viagens regionais. Seu principal aeroporto de atuação é o Aeroporto Internacional Oliver Tambo, possuindo plataformas giratórias de voo no  Aeroporto Internacional da Cidade do Cabo, Aeroporto Internacional King Shaka, Aeroporto Internacional de Lanseria, Aeroporto de East Longon e o Aeroporto Internacional de Port Elizabeth.
A empresa iniciou as operações em janeiro de 2004.